# Соня Гуажажара
Соня Гуажажара (на португалски: Sônia Guajajara) е бразилски политик от Партията на социализма и свободата.
Родена е на 6 март 1974 година в щата Мараняу като Соня Бони ди Соуза Силва Сантус в семейство от етническата група гуажажара. Учи известно време в Мараняуския щатски университет, след което завършва Федералния университет на Баия и работи като учителка и медицинска сестра. През 2000 година се включва във водещата лява Партия на работниците, но през 2011 година преминава в по-крайно лявата Партия на социализма и свободата. Придобива известност като активист за правата на местните народности и през 2018 година е кандидат за вицепрезидент на Бразилия. На 1 януари 2023 година оглавява новосъздаденото Министерство на местните народи.